# Степное (Угледарская городская община)
Степно́е (укр. Степне) — село в Волновахском районе Донецкой области Украины.
Население по переписи 2001 года составляло 1305 человек. 
Рядом с селом находится остановочный пункт 1172 километр (Краснолиманская дирекция Донецкой железной дороги). Граничит с селом Польное.